# 景曆
景曆（Cảnh Lịch，1548年—1555年）是大越国莫朝宣宗莫福源的年号，共计8年。
传统越南历史年表依據《大越史记全书》，將景曆起止時間定為1548年至1553年，共6年。《大越通史》認為用至景历七年，即1554年，年中改元光寶。莫朝地方誌《烏州近錄》後序作於“景歷乙卯”，即1555年；《重修灵感寺碑铭》提及“光寶三年丁巳”，則光寶元年為1555年。可知景曆年號用至1555年，年中改元光寶。

## 纪年
| 景曆 | 初年     | 2年      | 3年      | 4年      | 5年      | 6年      | 7年      | 8年      |
| 公历 | 1548年   | 1549年   | 1550年   | 1551年   | 1552年   | 1553年   | 1554年   | 1555年   |
| 干支 | 戊申     | 己酉     | 庚戌     | 辛亥     | 壬子     | 癸丑     | 甲寅     | 乙卯     |
| 黎朝 | 元和16年 | 順平元年 | 順平2年  | 順平3年  | 順平4年  | 順平5年  | 順平6年  | 順平7年  |
| 明   | 嘉靖27年 | 嘉靖28年 | 嘉靖29年 | 嘉靖30年 | 嘉靖31年 | 嘉靖32年 | 嘉靖33年 | 嘉靖34年 |